# Huracán Cindy (1999)
El huracán Cindy fue la tercera tormenta en recibir nombre, segundo huracán y segundo huracán mayor de la temporada de huracanes en el Atlántico de 1999. Se desarrolló de una onda tropical el 19 de agosto que partió de las costas de África. Fue ascendido a nivel de tormenta tropical el 20 de agosto, y a huracán el 21, alcanzando su intensidad máxima el 28. El sistema se movió hacia el Atlántico Norte antes de fusionarse con una gran tormenta extratropical al norte de las islas Azores el 31 de agosto. Cindy no tuvo efectos mayores sobre tierra ni en mar.

## Historia meteorológica

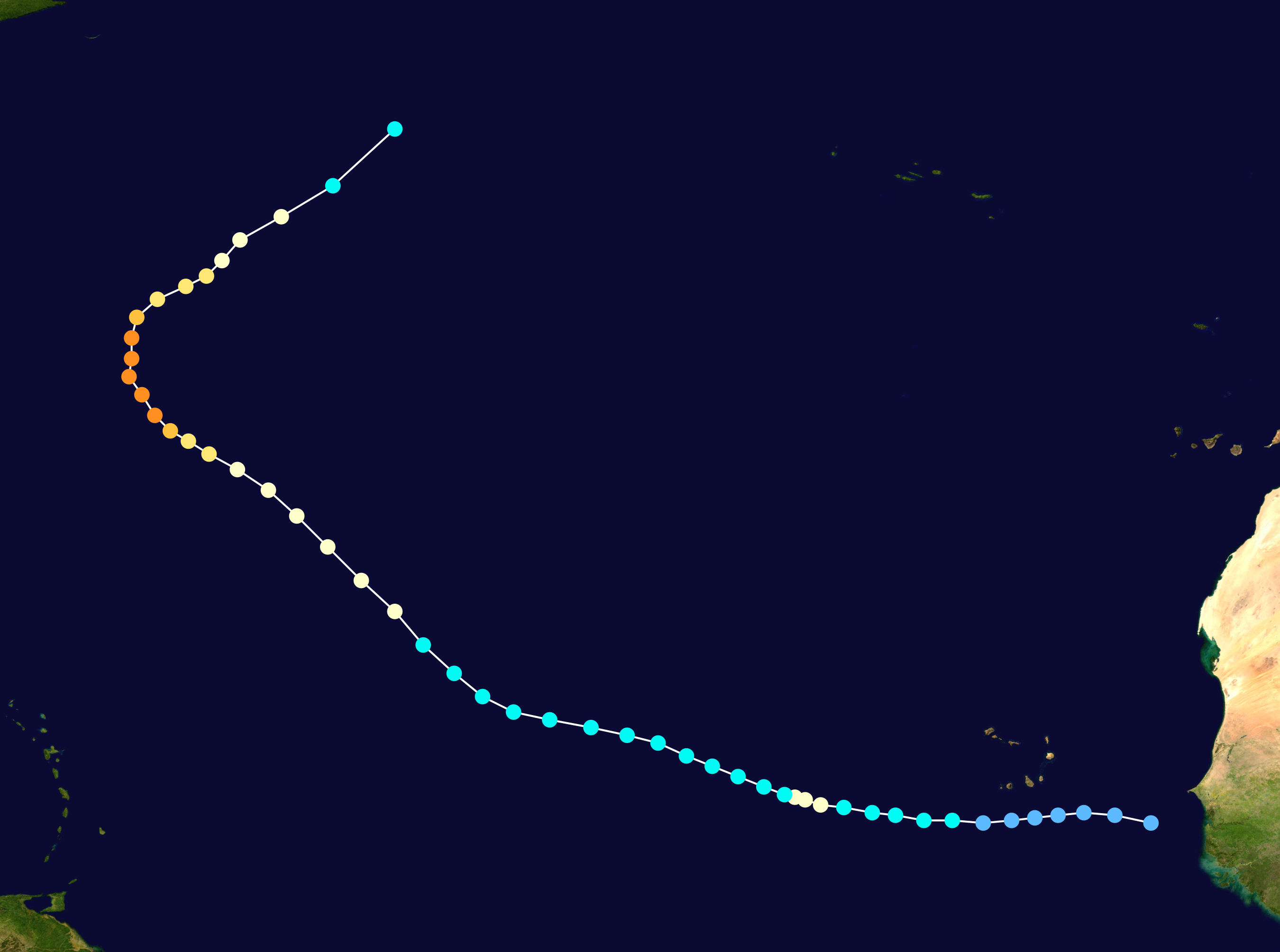
Trayectoria del huracán Cindy, perteneciente a la temporada de huracanes en el Atlántico de 1999, siguiendo los colores de la escala de huracanes de Saffir-Simpson.

El 18 de agosto, una onda tropical surgió del oeste de las costas de África, y sigiuó trayectoria oeste a través del Atlántico.